# Mona de nit de Brumback
La mona de nit de Brumback (Aotus brumbacki) és una espècie de mona de nit originària de Colòmbia. Tradicionalment se l'ha considerat una subespècie de la mona de nit de ventre gris, però recentment s'ha arguït que se l'hauria de considerar una espècie pròpia.